# 그레이엄 맥타비시
그레이엄 맥타비시(Graham McTavish, 1961년 ~ )는 스코틀랜드의 배우이다.

## 출연 작품
- 아쿠아맨 - 아틀란 왕 역
- 위쳐: 늑대의 악몽 - 디글랜 역 (목소리)